# Glyptometra
Genre
Glyptometra est un genre de crinoïdes de la famille des Charitometridae.

## Liste des espèces
Selon World Register of Marine Species (10 avril 2015) :
- Glyptometra angusticalyx (Carpenter, 1884) -- Philippines (900 m de profondeur)
- Glyptometra crassa (AH Clark, 1912) -- Pacifique ouest (70-1 000 m de profondeur)
- Glyptometra distincta (Carpenter, 1888) -- Philippines et Fidji (250-1 000 m de profondeur)
- Glyptometra inaequalis (Carpenter, 1888) -- Pacifique ouest (500-1 100 m de profondeur)
- Glyptometra invenusta (AH Clark, 1909) -- Mer d'Andaman (1 000 m de profondeur)
- Glyptometra investigatoris (AH Clark, 1909) -- Indonésie (50-500 m de profondeur)
- Glyptometra lata (AH Clark, 1907) -- Mer de Chine (500 m de profondeur)
- Glyptometra lateralis (AH Clark, 1908) -- Hawaii (500-800 m de profondeur)
- Glyptometra levigata (AH Clark, 1909) -- Pacifique ouest (300-1 500 m de profondeur)
- Glyptometra macilenta (AH Clark, 1909) -- Océan Indien (900-1 400 m de profondeur)
- Glyptometra sclateri (Bell, 1905) -- Afrique du Sud (540-560 m de profondeur)
- Glyptometra septentrionalis (AH Clark, 1911) -- Japon (200-600 m de profondeur)
- Glyptometra sparksi (John, 1937) -- Madagascar (2 194 m de profondeur)
- Glyptometra timorensis AH Clark, 1912 -- Indonésie (450-520 m de profondeur)
- Glyptometra tuberosa (Carpenter, 1888) -- Pacifique sud-ouest (240-930 m de profondeur)

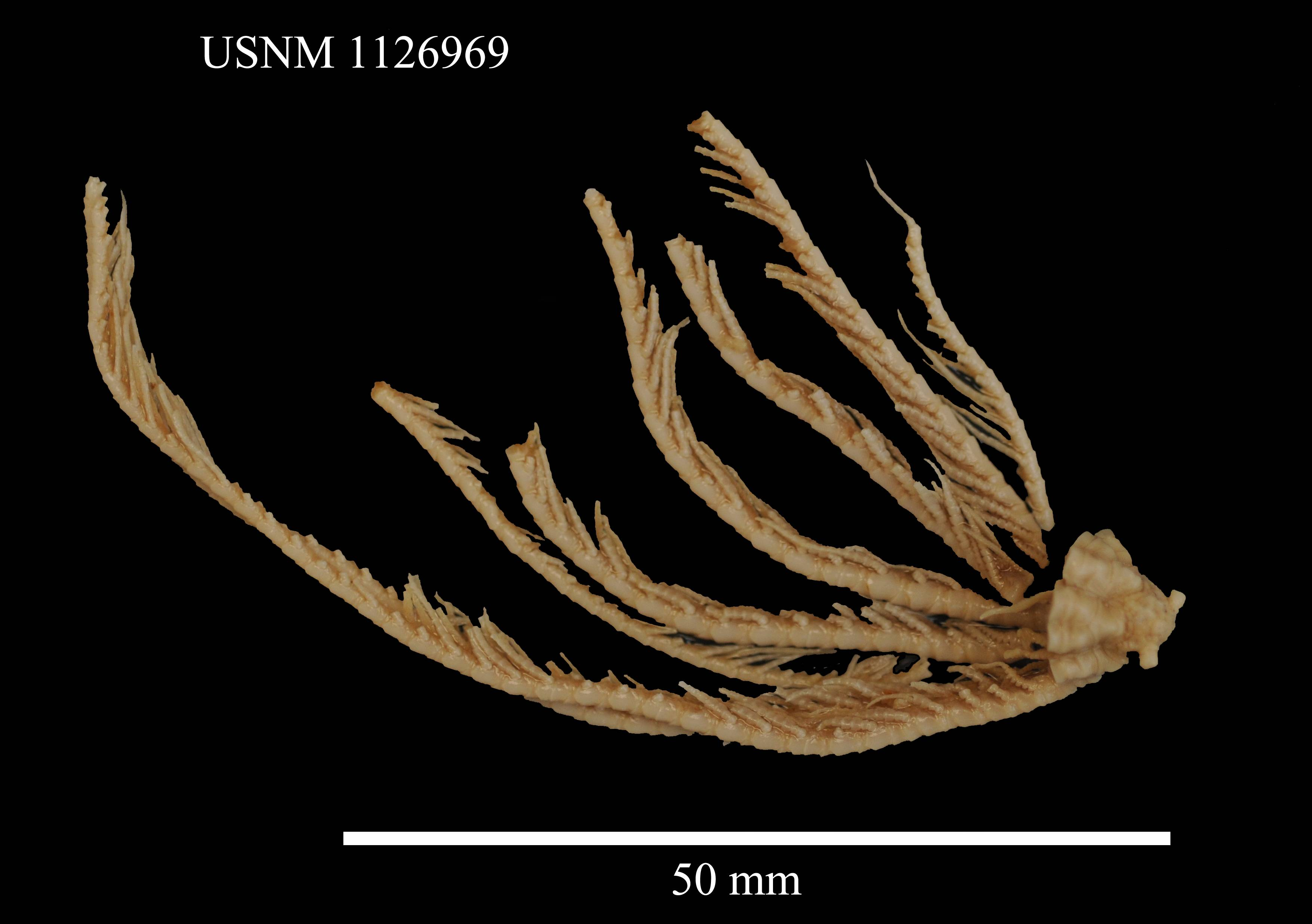
Glyptometra inaequalis